# 2014 WA556
2014 WA556 est un objet transneptunien en résonance 1:3 avec Neptune avec un diamètre estimé à un peu plus de 200 km.